# Iván Raña
Pour les articles homonymes, voir Raña.
Iván Raña Fuentes né le 10 juin 1979 à Ordes en Galice, est un triathlète espagnol. Il remporte le championnat du monde 2002, et les championnats d'Europe 2002 et 2003.

## Biographie

### Jeunesse
Iván Raña est né dans une petite commune de Galice, au nord de l'Espagne, appelée Ordes. Il a un grand frère et un jeune frère qui pratiquent tous les deux des courses automobiles de rallye, le plus jeune a participé à des courses de VTT et de cyclisme sur route. Il a une sœur aînée triathlète et une sœur cadette qui pratique la gymnastique et comme ses parents la course à pied.
À neuf ans, avec sa sœur aînée, ils rejoignent un club de natation à 
Santiago et jusqu'à treize ans, il fit de nombreuses courses à pied populaires et aussi du BMX. Iván commence le triathlon en 1994 à l'âge de quinze ans sous l'impulsion de son entraîneur César Varela qui croyait beaucoup en lui. Le Galicien fit ses débuts en tant que triathlète international aux Championnats du monde juniors de Cleveland en 1996 à l'âge de dix-sept ans.

### Carrière en triathlon
Seulement six années après son premier triathlon, Iván remporte une épreuve de Coupe du monde à Ishigaki au Japon.
L'année suivante il devient champion du monde 2002, et champion d'Europe 2002, qu'il renouvellera en étant champion continental 2003. Dans sa carrière de triathlon courte distance, il a remporté quatre épreuves de Coupe du monde (Ishigaki 2001, Madère 2002, 2003 et Kitzbühel 2008) et participe à trois Jeux olympiques, 23e en 2004, deux fois 5e en l'an 2000 et en 2008. 
Début 2011, Iván se lance dans une carrière longue distance, l'année d'après il remportera l'Ironman 70.3 Lanzarote et l'Ironman Mexique. En 2014, il confirme par une victoire à l'Ironman Autriche.
Le Galicien termine 6e des championnats du monde d'Ironman à kona en 2013 et 9e en 2016.

### Autres sports
Iván est professionnel de cyclisme durant une année en 2009 dans l'équipe Xacabeo Galicia.. Il a participé à trois rallyes automobiles dans sa jeunesse auprès de ses deux frères. Il concourt sur les rallyes en Espagne en 2017 sur une Ford Fiesta R2T. et en 2019 où il termine 11e du rallye Botafumerio.

### Vie privée
Iván a mis un terme à sa longue carrière sportive de triathlète professionnelle en septembre 2021, et cette année là se forme pour devenir entraîneur de triathlètes.

## Palmarès
Le tableau présente les résultats les plus significatifs (podium) obtenus sur le circuit international de triathlon depuis 2001,.
| Année | Compétition                           | Pays               | Position           | Temps           |
| ----- | ------------------------------------- | ------------------ | ------------------ | --------------- |
| 2018  | Ironman Lanzarote                     | Espagne            | Médaille d'argent  | 8 h 58 min 37 s |
| 2015  | Ironman Afrique du Sud                | Afrique du Sud     | Médaille d'argent  | 8 h 30 min 45 s |
| 2015  | Ironman Autriche                      | Autriche           | Médaille de bronze | 8 h 8 min 25 s  |
| 2014  | Ironman Autriche                      | Autriche           |                    | 7 h 48 min 43 s |
| 2013  | Ironman Suisse                        | Suisse             |                    | 8 h 40 min 55 s |
| 2012  | Ironman Mexique                       | Mexique            |                    | 8 h 15 min 7 s  |
| 2012  | Ironman 70.3 Lanzarote                | Espagne            |                    | 4 h 7 min 35 s  |
| 2008  | Coupe du monde - l'étape de Kitzbühel | Autriche           |                    | 1 h 45 min 23 s |
| 2007  | Coupe du monde - l'étape de Madrid    | Espagne            |                    | 1 h 56 min 8 s  |
| 2006  | Coupe du monde - l'étape de Madrid    | Espagne            |                    | 1 h 53 min 17 s |
| 2004  | Championnat du monde                  | Portugal           |                    | 1 h 41 min 5 s  |
| 2003  | Championnat du monde                  | Nouvelle-Zélande   |                    | 1 h 54 min 37 s |
| 2003  | Championnat d'Europe                  | République tchèque |                    | 1 h 56 min 8 s  |
| 2003  | Coupe du monde - Classement Général   |                    |                    |                 |
| 2003  | Coupe du monde - l'étape de Madère    | Portugal           |                    | 1 h 46 min 22 s |
| 2002  | Championnat du monde                  | Mexique            |                    | 1 h 50 min 41 s |
| 2002  | Championnat d'Europe                  | Hongrie            |                    | 1 h 47 min 46 s |
| 2002  | Coupe du monde - Classement Général   |                    |                    |                 |
| 2002  | Coupe du monde - l'étape de Madère    | Portugal           |                    | 1 h 46 min 11 s |
| 2002  | Coupe du monde - l'étape d'Ishigaki   | Japon              |                    | 1 h 49 min 44 s |
| 2001  | Championnat d'Europe                  | République tchèque |                    | 2 h 4 min 2 s   |
| 2001  | Championnats du monde d'aquathlon     | Canada             |                    | 0 h 23 min 9 s  |
| 2001  | Coupe du monde - l'étape d'Ishigaki   | Japon              |                    | 1 h 46 min 17 s |

## Récompense
- 1er mai 2016 : Iván Raña a reçu un trophée « hommage » des mains du président de la Fédération espagnole de triathlon (FETRI), José Hidalgo « Merci d'avoir été le moteur du démarrage du triathlon en Espagne »[13],[14].